# Phoebe chekiangensis
Phoebe chekiangensis är en lagerväxtart som beskrevs av Ping Tao Li. Phoebe chekiangensis ingår i släktet Phoebe och familjen lagerväxter. Inga underarter finns listade i Catalogue of Life.